# Magnisudis indica
Magnisudis indica är en fiskart som först beskrevs av Ege, 1953.  Magnisudis indica ingår i släktet Magnisudis och familjen laxtobisfiskar. Inga underarter finns listade i Catalogue of Life.